# لو یینگ-چی
لو یینگ-چی (انگلیسی: Lu Ying-chi؛ زادهٔ ۶ آوریل ۱۹۸۵) وزنه‌بردار زن اهل تایوان است.